# شيخ الجماعة (ألبوم)
شيخ الجماعة هو ألبوم الفرقة الموسيقى الإلكترونية ازدهار هندسي (بالإسبانية: اسبلندور جومتريكو)‏، سجلت ومختلطة في الإستوديو المجريطي في مليلة، وتحريرها في بلجيكا على القرص المضغوط للعلامة دافت.

## قائمة الأغاني
1. بركة - 4:40
2. Trafica (تهريب) - 7:20
3. Introspección (استبطان) - 5:45 (رابط الصوت على يوتيوب)
4. مدينتي - 4:30
5. Descontrol (غير المراقبة) - 5:48
6. شيخ الجماعة - 4:30
7. من داخل - 5:00
8. Animatriz (التحريك) - 4:01
9. صناعية - 3:10

## مُلاحظات
إهداءات مكتوبة على الألبوم:
- في ذكرى أبو الحزم بن جهور من قرطبة (إسبانيا).
- شكر خاص إلى نزار قباني في الأغنية «شيخ الجماعة».